# Sebastián Zaidía

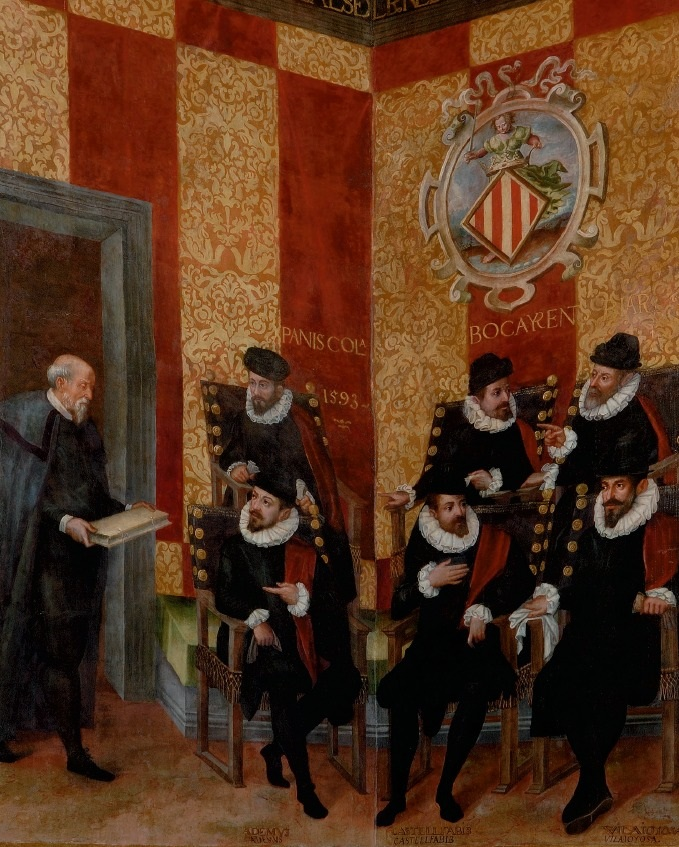
Los Contadores de las villas de segunda clase y el portero Jaime Navarro, pintura mural, «Sala Nova», Palacio de la Generalidad Valenciana.

Sebastián Zaidía (fl. 1593 - 1612), fue un pintor manierista español activo en Valencia. 
De origen y fecha de nacimiento desconocidos, aunque probablemente valenciano, a Sebastián Zaidía se le documenta por primera vez en 1593, momento en que, actuando en nombre de Luis Mata, se presentó ante la Diputación valenciana para dar por concluida la pintura del retrato colectivo de los Contadores de la villas, conforme a la parte que se le había encomendado en la decoración de la «Sala Nova» del Palacio de la Generalidad. Cabe deducir que Zaidía, discípulo posiblemente de Mata, ya entonces hombre de avanzada edad, colaborase con él en su pintura, por lo que en 1595 será a Zaidía y no a Mata a quien la Generalidad encomiende completar un hueco que había quedado en la esquina de los Contadores con el retrato al vivo del portero de la Diputación, Jaime Navarro.
De 1602 y 1606 son algunos pagos a cuenta de la pintura y dorado del desaparecido retablo mayor de la parroquial de Andilla. En 1607 fue convocado a formar parte de la primera junta directiva del Colegio de pintores de Valencia, aunque la documentación lo cita como ausente probablemente por hallarse trabajando en aquella villa. Todavía en 1609, en el curso de una visita del obispo Figueroa a Andilla, se le encuentra mencionado en relación con dicho retablo, para el que se le encargarán unas puertas que no llegó a realizar por el fallecimiento del obispo, promotor del proyecto. El mismo año en unión de Miguel Joan Porta contrató el dorado del retablo mayor de la iglesia parroquial de Burriana, labor para la que recibieron 10.000 panes de oro fino proporcionados por Jerónimo Oyeta, batihoja de Valencia. Finalmente, en 1612 cobró por algunas labores de dorado y estofado hechas en el retablo mayor de la iglesia de Santa Catalina de Valencia.
De su obra, además del retrato del portero Jaime Navarro, muy retocado, se conservan dos tablas con las imágenes de san Pedro y san Pablo que formaron las puertas del transagrario del retablo de Andilla. El canon alargado y monumental de sus figuras, alejado de los modelos de Juan de Juanes dominantes en la pintura valenciana, revela al contrario cierta afinidad con la pintura escurialense, que pudo conocer a través de Francisco Ribalta.